# 平成18年台風第4号
平成18年台風第4号（へいせい18ねんたいふうだい4ごう、アジア名：Bilis）は、2006年7月に発生し、中国などに大きな被害をもたらした台風である。

## 概要

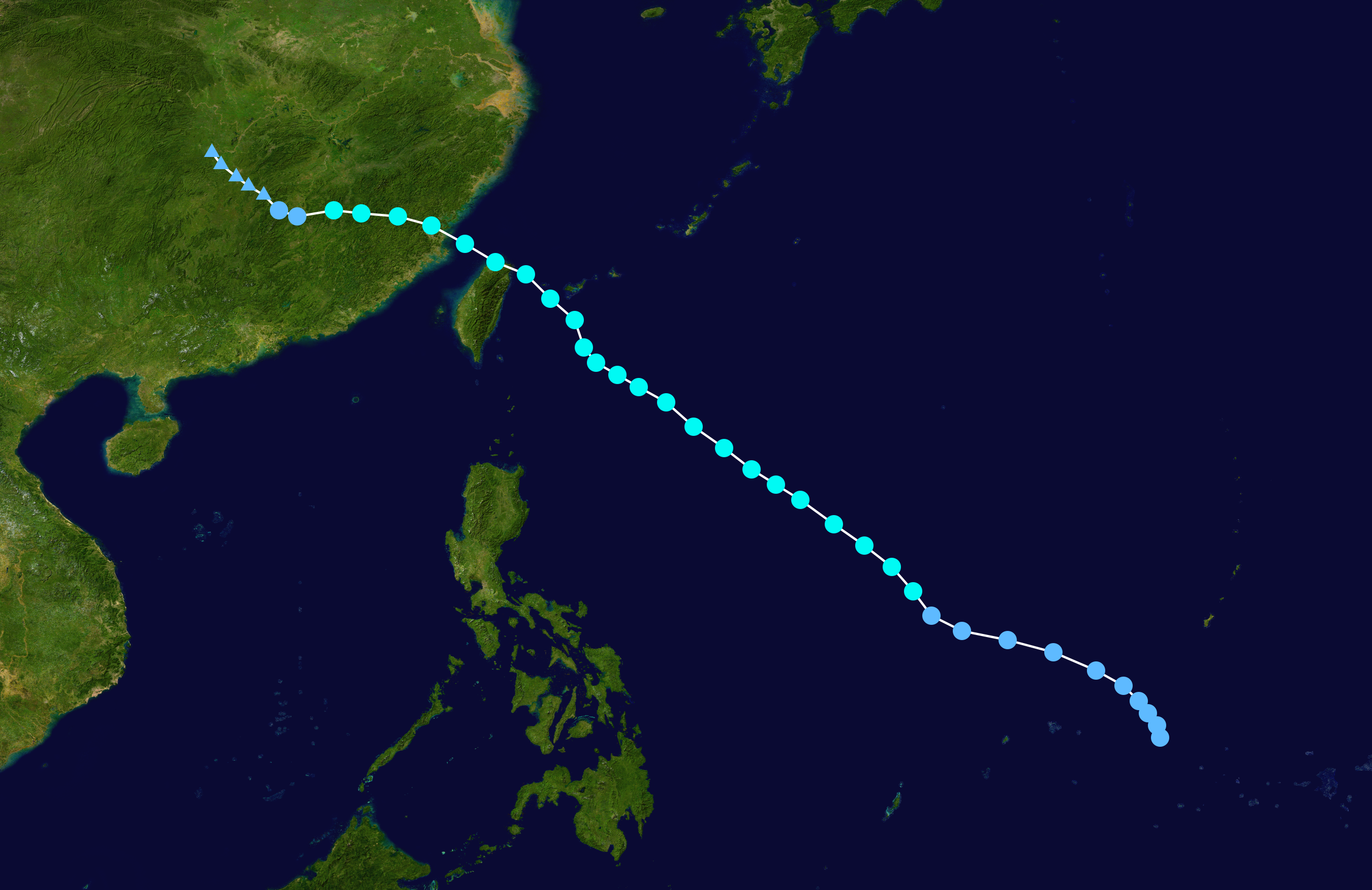
進路図

2006年7月9日、フィリピンの東で台風4号が発生し、アジア名「ビリス（Bilis）」と命名された。命名国はフィリピンで、「スピード」を意味する。また、フィリピン大気地球物理天文局（PAGASA）はこの台風について、フィリピン名「フロリタ（Florita）」と命名している。台風はその後北西寄りに進み続け、先島諸島や台湾に接近した後、14日に中国の福建省霞浦県に上陸して江西省へと進み、15日に熱帯低気圧に変わった。

## 影響・被害
台風の影響で中国では612人が死亡したほか、フィリピンでも28人が死亡するなどし、合計で800人以上が犠牲となった。中国では、被災者29,623,000人、倒壊家屋約263,000棟に達した。
12日には、台風が北上して八重山諸島の南海上で北緯20度を越えたため、本州の広い範囲で南寄りのうねりが生じた。秋田県では11日、この台風によって南から暖かい大気が吹き込んでフェーン現象気味となったため、由利本荘市東由利で32.8度、仙北市角館で32.4度、五城目町で32.0度、秋田市で31.6度などとなり、各地で気温が上がった。

## その他
この台風のアジア名である「ビリス（Bilis）」は、この台風限りで使用中止となり、次順からは「マリクシ（Maliksi）」というアジア名が使用されることになった。